# Henry Dieckhoff
El pare Henry Cyril Dieckhoff (rus Генрих Кирилл Дикхофф) (1869-1950) fou un sacerdot i lingüista rus. Va néixer a Moscou, fill d'un predicador luterà, però passà bona part de la seva joventut a Alemanya, ja que la seva mare era catòlica i li era impossible continuar vivint a Rússia. Va estudiar a Berlín i va rebre l'orde sacerdotal sense permís de les autoritats russes, raó per la qual hagué de marxar cap a Anglaterra i Escòcia on va ser ben rebut com a germà de l'abadia de Fort Augustus en 1891. Sis anys més tard, el 1897,va guanyar el sacerdoci.

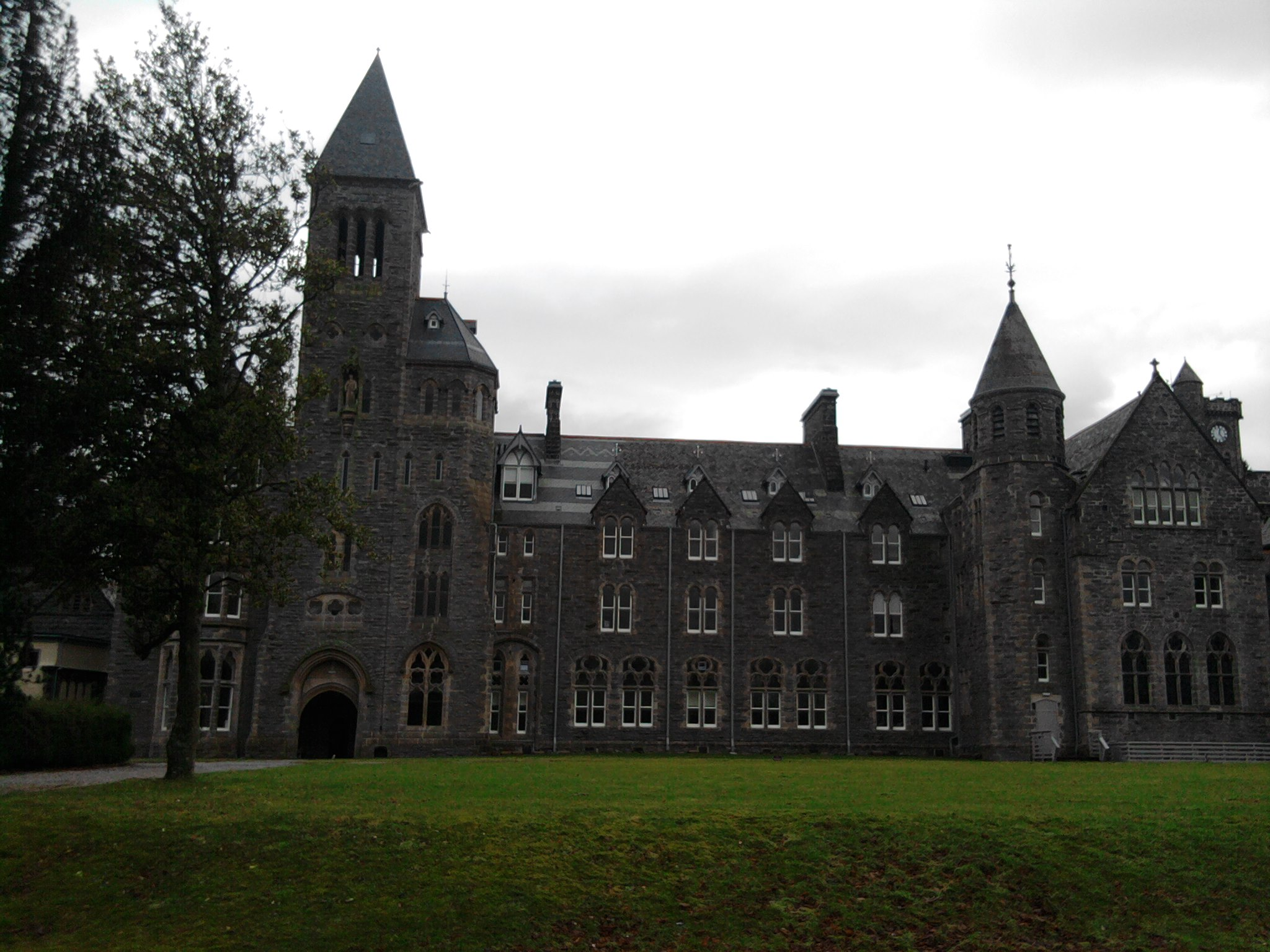
Abadia de Fort Augustus

Va aprendre gaèlic escocès, va fer la investigació detallada en el dialecte de Glengarry i publicà un diccionari dels dialectes, A Pronouncing Dictionary of Scottish Gaelic. El seu diccionari era inusual per a l'època, ja que incloïa informació detallada de la pronunciació no només de la citacions sinó també les formes conjugades de les entrades.